# 孫森
孫森（1559年—？），字世茂，號望南，又號蘭畹。浙江宁波府慈溪縣民籍，明朝人物。

## 生平
习《礼记》，縣學附學生。萬曆十九年（1591年）中式辛卯科浙江鄉試第五名舉人。二十六年授秀水縣學教谕，升南京國子監學正，升廣東韶州府同知，丁内艰，三十三年起補山東濟南府同知。。

## 家族
曾祖孫澄，場大使；祖孫梧；父孫子賢，東阿驿宰。母章氏。慈侍下。兄垣，令史。弟士奇，臬吏；琳；球；楙；士騏；楚。